# Tommy Finney
Thomas "Tommy" Finney (ur. 6 listopada 1952 w Belfaście) – północnoirlandzki piłkarz występujący na pozycji pomocnika.

## Kariera klubowa
Finney seniorską karierę rozpoczynał w 1971 roku w północnoirlandzkim Crusaders. W 1973 roku zdobył z nim mistrzostwo Irlandii Północnej. W tym samym roku trafił do angielskiego Luton Town z Division Two. W 1974 roku awansował z nim do Division One. Wówczas Finney odszedł do Sunderlandu z Division Two. W 1976 roku awansował z klubem do Division One. Wtedy odszedł z klubu.
Został graczem zespołu Cambridge United z Division Four. W 1977 roku awansował z nim do Division Three, a w 1978 roku do Division One. Na początku 1984 roku przeszedł do Brentfordu z Division Three. Jeszcze w tym samym roku wrócił jednak do Cambridge United, grającego w Division Three. W 1985 roku Finney zakończył karierę.

## Kariera reprezentacyjna
W reprezentacji Irlandii Północnej Finney zadebiutował w 1974 roku. W 1982 roku został powołany do kadry na mistrzostwa świata. Nie zagrał jednak na nich w żadnym meczu. Z tamtego turnieju Irlandia Północna odpadła po drugiej rundzie.
W latach 1974–1980 w drużynie narodowej Finney rozegrał w sumie 15 spotkań i zdobył 3 bramki.